# 超近未来遭遇!! どーなるスコープ
『超近未来遭遇!! どーなるスコープ』（ちょうきんみらいそうぐう どーなるスコープ）は、1992年4月から同年12月まで読売テレビと広島テレビの2局で放送されていた読売テレビ製作の情報バラエティ番組。放送時間は毎週日曜 22時30分 - 23時30分（日本標準時）。

## 概要
毎回出演者たちが次の放送日までに起きるかもしれない出来事について予想していた番組で、彼らは参考資料のビデオを見ながら予想を立てていた。また、視聴者からの予想もハガキを通じて募集していた。

## 出演者
- ラサール石井
- わかぎえふ（現・わかぎゑふ）
- 大桃美代子

## スポンサー
読売テレビでは、番組前半においては大阪ガスの提供で、後半においては複数社の提供で放送されていた。放送対象エリアが広島ガス・福山ガス・因の島ガスのサービス圏内にある広島テレビでは、1時間通して複数のローカルスポンサーによる提供で放送されていた。

## やらせ発覚、突然の番組終了
1992年11月8日放送分の「出張アンケート・看護婦さん大会」でやらせ行為が後に発覚し、番組は同年12月をもって打ち切られた。この企画は、女性看護婦たちを呼んで座談会を行うという体で進められていたが、実際には現場で働く看護婦ではなく、看護学生やアルバイトなどの「替え玉」を出演させていた。番組は12月の放送でこの件についての謝罪をするとともに、番組の打ち切りを発表した。
その3か月前には朝日放送の『素敵にドキュメント』も同様にやらせの発覚によって打ち切られており、短期間に在阪テレビ局2局の番組が続けて不祥事で打ち切られる事態となった。製作局の読売テレビは、翌1993年1月22日に郵政省（現・総務省）からこの件について厳重注意の行政指導を受けた。ネット局の広島テレビはこれを機に、日曜22:30枠を読売テレビとの同時ネット枠からつなぎ番組である海外ドラマの放送を経て自社製作枠（編成によっては日本テレビ制作番組の同時ネット枠の場合あり）へと切り替えた。